# Holubivka, Korostîșiv
Holubivka (în ucraineană Голубівка) este un sat în comuna Kropîvnea din raionul Korostîșiv, regiunea Jîtomîr, Ucraina.

## Demografie
Componența lingvistică a localității Holubivka
     Ucraineană (78,29%)
     Rusă (11,43%)
     Română (1,14%)
Conform recensământului din 2001, majoritatea populației localității Holubivka era vorbitoare de ucraineană (78,29%), existând în minoritate și vorbitori de rusă (11,43%), polonă (9,14%) și română (1,14%).